# Komisja ziemska (PRL)
Komisja ziemska (PRL) – centralna jednostka organizacyjna rządu istniejąca w latach 1946-1971, mająca na celu przeprowadzanie parcelacji majątków ziemskich w ramach reformy rolnej i osadnictwa na ziemiach odzyskanych.

## Powołanie Komisji ziemskiej
Na podstawie dekretu z 1946 r. o organizacji komisji ziemskich   postanowiono ustanowić Główną Komisję Ziemską przy Ministrze Rolnictwa i Reform Rolnych, wojewódzkie komisje ziemskie przy wojewodach oraz powiatowe komisje ziemskie przy starostach.

## Główna Komisja Ziemska
Główna Komisja Ziemska rozpoznawała  w drugiej instancji odwołania od orzeczeń wojewódzkich komisji ziemskich.
Główna Komisja Ziemska, rozpatrywała  odwołanie od orzeczenia wojewódzkiej komisji ziemskiej, mogła zaskarżone orzeczenie z urzędu zmienić lub uchylić w części niezaskarżonej, jeżeli orzeczenie to naruszało przepisy prawa.

## Prezes Głównej Komisji Ziemskiej
Prezesem Głównej Komisji Ziemskiej był z urzędu Minister Rolnictwa i Reform Rolnych.
W zastępstwie Ministra Rolnictwa i Reform Rolnych przewodniczyć mógł na posiedzeniu Głównej Komisji Ziemskiej podsekretarz stanu w Ministerstwie Rolnictwa i Reform Rolnych.
Wiceprezesa Głównej Komisji Ziemskiej mianował  Prezes Rady Ministrów w porozumieniu z Ministrem Rolnictwa i Reform Rolnych.
Minister Rolnictwa i Reform Rolnych mógł również delegować do przewodniczenia na poszczególnych posiedzeniach Głównej Komisji Ziemskiej urzędnika z wykształceniem prawniczym spośród podległego mu personelu.

## Skład Głównej Komisji Ziemskiej
W skład Głównej Komisji Ziemskiej oprócz przewodniczącego wchodzili z głosem stanowiącym:
- dwaj członkowie lub ich zastępcy, wyznaczeni przez Prezydium Krajowej Rady Narodowej,
- jeden członek lub jego zastępca, wyznaczeni przez Prezesa Rady Ministrów,
- jeden członek lub jego zastępca, wyznaczeni przez Ministra Sprawiedliwości spośród sędziów sądu apelacyjnego,
- jeden członek lub jego zastępca, wyznaczeni przez Ministra Rolnictwa i Reform Rolnych spośród urzędników Ministerstwa Rolnictwa i Reform Rolnych,
- jeden członek lub jego zastępca, wyznaczeni przez Ministra Administracji Publicznej,
- jeden członek lub jego zastępca, wyznaczeni przez Związek Samopomocy Chłopskiej.

Ponadto Minister Rolnictwa i Reform Rolnych miał prawo delegowania na posiedzenie Komisji urzędników Ministerstwa Rolnictwa i Reform Rolnych jako referentów z głosem doradczym.

## Wojewódzka komisja ziemska
Wojewódzka komisja ziemska:
- orzekała  w sprawach scalenia gruntów, likwidacji służebności, podziału wspólnot oraz w innych sprawach, które należały do jej właściwości, stosownie do przepisów szczególnych,
- wydawała opinie na żądanie Ministra Rolnictwa i Reform Rolnych,
- rozpatrywała  odwołania od decyzji powiatowych komisji ziemskich.

## Przewodniczący wojewódzkiej komisji ziemskiej
Przewodniczącym wojewódzkiej komisji ziemskiej był z urzędu wojewoda.
W zastępstwie wojewody mógł przewodniczyć na posiedzeniach komisji wyznaczony przez niego zastępca spośród urzędników wojewódzkiej administracji rolnictwa i reform rolnych.

## Skład wojewódzkiej komisji ziemskiej
W skład wojewódzkiej komisji ziemskiej oprócz przewodniczącego wchodzili z głosem stanowiącym:
- dwaj członkowie lub ich zastępcy, wyznaczeni przez prezydium właściwej wojewódzkiej rady narodowej,
- jeden członek lub jego zastępca, wyznaczeni przez prezesa właściwego sądu apelacyjnego spośród sędziów sądu okręgowego,
- jeden członek lub jego zastępca, wyznaczeni przez wojewodę spośród urzędników wojewódzkiej administracji rolnictwa i reform rolnych,
- dwaj członkowie lub ich zastępcy, wyznaczeni przez Związek Samopomocy Chłopskiej.

Ponadto wojewoda miał prawo delegować na posiedzenie komisji podległych sobie urzędników jako referentów z głosem doradczym.

## Powiatowa Komisja Ziemska
Powiatowa Komisja Ziemska:
- wydawała opinie na żądanie wojewody lub starosty,
- orzekała  we wszystkich sprawach, w których stosownie do przepisów szczególnych zastrzeżony jest udział pełnomocnika do spraw reformy rolnej.

Przewodniczącym powiatowej komisji ziemskiej był z urzędu starosta.
W zastępstwie starosty mógł przewodniczyć na posiedzeniach komisji wyznaczony przez niego zastępca.

## Skład powiatowej komisji ziemskiej
W skład powiatowej komisji ziemskiej oprócz przewodniczącego wchodzą z głosem stanowiącym:
- dwaj członkowie lub ich zastępcy, wyznaczeni przez prezydium właściwej powiatowej rady narodowej,
- jeden członek lub jego zastępca, wyznaczeni przez prezesa właściwego sądu okręgowego spośród sędziów sądu grodzkiego,
- jeden członek lub jego zastępca, wyznaczeni przez starostę spośród urzędników powiatowej administracji rolnictwa i reform rolnych,
- dwaj członkowie lub ich zastępcy, wyznaczeni przez Związek Samopomocy Chłopskiej.

Ponadto starosta miał prawo delegować na posiedzenie komisji podległych sobie urzędników jako referentów z głosem doradczym.

## Zniesienie komisji ziemskiej
Na podstawie ustawy z   1971 r. o uregulowaniu własności gospodarstw rolnych zniesiono komisje ziemskie.